# Bibliographie sur le gallo
Cette bibliographie thématique sur le gallo recense les ouvrages d'étude et d'analyse sur ce dialecte d'oïl, ainsi que les grammaires, dictionnaires et glossaires existants.
Concernant la littérature proprio sensu en langue gallèse, cf. article détaillé : littérature en gallo.

## Ouvrages généraux
- Claude et Michèle Bourel, Le Gallo aotefaïs et ané - hier et aujourd'hui, éditions « Rue des Scribes », 2015.
- [Collectif], Le Lian des gazettes, dossier de 250 articles de presse sur le gallo et la Haute-Bretagne, « Bretagne Gallèse », 1979.
- [Collectif], Gallo, étude et préconisations - Rapport du groupe de travail, Région Bretagne, juin 2015.
- Gilbert Guillo, Cher gallo de mon enfance, imprimerie Poisneuf, 2022.
- Théophile Jeusset, Le parler gallot, « Imprimerie bretonne », 1937.
- Jean-Luc Laquittant, Le Gallo d'ouyou qu'i vient, coll. "Bretagne, des hommes et des lieux", éditions « Les Oiseaux de papier », 2015.
- Fabien Lécuyer, Le Manifeste du Gallo, « Le Temps éditeur », 2015.
- Anne-Marie Pelhâte, avec Degast' (illustrations), Le Galo qhi q’c’ét don ?, « Le Temps éditeur », 2011.
- Alan-Joseph Raude, Introduction à la connaissance du gallo, « Maézoe », Rennes, 2003  (ISBN 2-9517442-4-2).
- Éric Rondel, Le Parler Gallo, « Club 35 », 1991.
- Nathalie Trehel-Tas, Parlons gallo (-) Langue et culture, « L'Harmattan », 2007, 140 p. (ISBN 978-2-296-17257-9, présentation en ligne).

## Sociologie de la langue
- Philippe Blanchet, Alexandrine Mignerot, « Une Enquête sociolinguistique à finalité institutionnelle sur les pratiques, les représentations et la demande sociale à propos de la langue régionale en Bretagne gallo » dans Cahiers internationaux de sociolinguistique n°13, L'Harmattan, 2018, pp.113-136.
- Claude Bourel, La Terre et les jours - mémoire de la vie rurale en pays gallo, volumes 1 (étude descriptive) et 2 (étude dialectologique et ethnographique), Club 35, 1999.
- [Collectif], sous la direction Francis Manzano, Langues et parlers de l’ouest, pratiques langagières en Bretagne et Normandie, coll. "Cahiers de sociolinguistique" n°1, Presses Universitaires de Rennes, 1996.
- [Collectif], sous la dir. de Jean-Pierre Angoujard et Francis Manzano, Autour du Gallo, état des lieux, analyses et perspectives, coll. "Cahiers de sociolinguistique" n°12, Presses Universitaires de Rennes, 2007.
- Christian Leray et Ernestine Lorand, Dynamique interculturelle et autoformation : une histoire de vie en Pays gallo, L'Harmattan, coll. « Défi-formation », 1995, 385 p. (ISBN 978-2-7384-3377-0, présentation en ligne)
- Francis Manzano, « Le gallo à la fin du XXème siècle. Mythes, réalités et perspectives. », dans Vitalité des parlers de l’Ouest et du Canada francophone, Cahiers de sociolinguistique n°2-3, 1997, pp.405-451.
- Anna Třesohlavá, Breton et gallo, Situation sociolinguistique actuelle des langues de Bretagne, Univerzita Palackého v Olomouci / Palacký University Olomouc, 2018 (livre numérique).

### Articles en langues étrangères
- (en) Michael Hornsby, John Shaun Nolan, « The Regional Languages of Brittany », in Handbook of Language and Ethnic Identity. The Success-Failure Continuum in Language and Ethnic Identity Efforts, Vol. 2, Oxford University Press, 2011, pp.310-322.
- (en) John Shaun Nolan, « The role of Gallo in the identity of Upper-Breton school pupils of the language variety and their parents », in Journal of Multilingual and Multicultural Development, vol. 29 n°3, 2008, pp.216-234.
- (en) John Shaun Nolan, « School and Extended Family in the Transmission and Revitalisation of Gallo in Upper-Brittany », in Sociolinguistic Studies, vol. 2.1, 2008, pp.131-153.
- (en) John Shaun Nolan, « Reassessing Gallo as a regional language in France: language emancipation vs. monolingual language ideology », in International Journal of the Sociology of Language n°209, 2011, pp.91-112.
- (en) John Shaun Nolan, « The Results of a nascent language emancipation in France : perceptions of the status and future of Gallo in the context of its inclusion in Brittany’s language education policy », in Sociolinguistic Studies, vol. 7.1 et 7.2, 2013, pp.151-166.
- (de) Hans-Ingo Radatz, « Französisch, Bretonisch und ... Gallo – Ist die Bretagne dreisprachig ? », in Kulturkontakt und Sprachkonflikt in der Romania, Braumüller Verlag, 1997, pp.163-189.

## Linguistique
- Jean-Paul Chauveau, Le gallo : une présentation, coll. "Studi", volumes 26 et 27, Université de Bretagne Occidentale, Brest, 1984 :
  - tome 1 - Différentes approches du gallo / Les sons : vocalisme ;
  - tome 2 - Les sons : consonantisme / Individualisation phonétique du gallo.
- Jean-Paul Chauveau, Évolutions phonétiques en gallo, coll. "Sciences du langage", CNRS, Paris, 1989  (ISBN 2-222-04281-X).
- Robert Deguillaume, Traité de langue gallèse : écriture, grammaire, UTL de Dinan, 1993.
- Georges Dottin, « Les Parlers de la Haute-Bretagne », introduction du Glossaire du parler de Pléchâtel, Plihon et Hommay, 1901 (réédité par les Éditions Slatkine, 1970).
- Jehan de la Grëye (Joël de Villers, de son vrai nom), Essai sur le dialecte gallo. Chanterie de Haute-Bretagne, Rennes, 1941.
- Karina Karstens, Le Gallo. Présentation linguistique axée sur la grammaire, Grin Verlag, 2019.
- Bèrtran Ôbrée, Les sonantes et la syllabe en gallo, Université de Rennes 2 Haute-Bretagne, 1998.
- Alan-Joseph Raude, Petite histoire linguistique de la Bretagne, Maézoe, Rennes, 2001  (ISBN 2-9517442-6-9).
- Paul Sébillot, « Essai sur le patois gallot » dans Revue de linguistique et de philologie comparée, t. VI, 1824, pp.78-98.

### Gallo et breton
- André Bienvenu, Quand gallo et breton se rencontrent...[2], éditions « Label LN », Ploudalmézeau, 2009, 180 pages,  (ISBN 978-2-915915-26-6).
- Claude Capelle, Le Gallo et les langues celtiques, Bretagne Gallèse / Études et Recherches Gallèses, Concoret, 1988 (préface de Léon Fleuriot).
- Jean-Paul Chauveau, « Du breton au gallo : calques et emprunts sémantiques », dans les Actes du XVIIe Congrès international de linguistique et de philologie romanes, vol. 7, 1983, pp.174-186.
- Émile Ernault, « Mots et expressions celtiques dans le gallot des Hauts-Bretons », dans Revue celtique n°5, 1881, pp. 218-224.

### Gallo et français
- Philippe Blanchet, Henriette Walter, Dictionnaire du français régional de Haute-Bretagne, éditions Bonneton, 1999.
- Patrice Brasseur, Le Parler nantais de "Julien et Valentine" d'après la chronique d'Henri Bouyer, Université de Nantes, 1993 (préface de Jean Bruneau).
- Daniel Giraudon, avec Nono (ill.), Gallo et galloïsmes - Le Français tel qu'on le parle en Haute-Bretagne, Skol Vreizh, 2013.
- Christian Leray, « L'alternance de langues en Haute-Bretagne » (pp.123-132) ; et Francis Manzano, « Sur le contact français-gallo. Observations diachroniques, sociolinguisques et anthropologiques. » (pp.133-177), in Langues en contact, Cahiers de sociolinguistique n°7, Presses Universitaires de Rennes, 2002.
- Stéphane Pajot, Parlez-vous nantais ?, éditions d'Orbestier, 2006.
- Stéphane Pajot, Petit lexique du Nantais pur beurre, éditions d'Orbestier, 2017.

## Graphie
- Jean-Yves Bauge, Thierry Magot et Laurent Motrot, Graphie unifiée interdialectale pour une langue bretonne romane moderne, Aneit, Saint-Nazaire, 1984 (2e éd.).
- [Collectif], L'Écriture ABCD, Association des Enseignants du Gallo, 2009.
- Bèrtran Ôbrée, Jean-Luc Ramel, Alan-Joseph Raude, Le gallo. Du patois à la langue écrite, Bertaèyn Galeizz, Rennes, 1991 (préface de Jean-Loïc Le Quellec).
- Bèrtran Ôbrée, Lire et écrire en gallo avec le Moga, Chubri, 2007 (livre numérique, rectifications en 2008 et 2013).
- Bèrtran Ôbrée, Règles orthographiques pour le gallo, Chubri, 2016 (livre numérique).
- Alan-Joseph Raude, Écrire le gallo : précis d'orthographe britto-romane, La Nation Bretonne, La Gacilly, 1978 (rééd. chez Bertaéyn Galeizz en 2003).
- Henriette Walter, « Quelle graphie pour le gallo ? » in : Hervé Guillorel (dir.) / Jean Sibille (dir.), Langues, dialectes et écriture (les langues romanes de France), IEO / IPIE, Paris, 1993,  (ISBN 2-85910-155-1), pp.219–226.

## Grammaires
- Régis Auffray, Chapè Chapiao - Grammaire de gallo, « Rue des Scribes » Éditions, Rennes, 220 pages, 2012,  (ISBN 978-2-906064-68-3) ;
- Patrice Dréano [Patrik Deriano], Grammaire du gallo[2], Label LN, Ploudalmézeau, 2005,  (ISBN 2-915915-08-3).

## Dictionnaires et glossaires

### Dictionnaires

#### Dictionnaires bilingues
- Marcel Alory, 2600 mots gallos, Astoure, 2000.
- Régis Auffray, Le Petit Matao - Dictionnaire gallo-français-gallo - Motier galo-françaez-galo, « Rue des Scribes (Éditions) », Rennes, 1000 pages, 2007 (25 000 mots, réédité en 2 tomes en 2019)  (ISBN 978-2-906064-64-5).
- Robert Deguillaume, Dictionnaire de gallo, éditions Deguillaume, Rennes, 1998,  (ISBN 2-9507742-9-6).
- Patrice Dréano [Patrik Deriano], Motier de pouchette galo-françaez/françaez-galo - Dictionnaire de poche gallo-français/français-gallo[3], éditions Label LN, Ploudalmézeau, 2010, 786 pages (14 000 mots)  (ISBN 978-2-915915-28-0).
- Fabien Lécuyer, Le Teinzou du galo, Le Temps Banissou, 2018 (7000 mots, livre numérique).
- Bèrtran Ôbrée, Motier de galo, Séré Admésœ, Rennes, 1995 (5000 mots)  (ISBN 2-910369-01-3).

#### Dictionnaires trilingues
- Claude Bourel, Dictionnaire de gallo, Lexique gallo-français-breton, « Rue des Scribes (Éditions) », Rennes, 2004,  (ISBN 2-906064-61-0).
- Hervé Le Gall, Le Petit Milot - Milig - L'Émile, dictionnaire trilingue gallo-breton-français, éditions « Rue des Scribes », 2022 (1000 mots).

#### Dictionnaires étymologiques
- Régis Auffray, L'Orine des mots (CD réunissant des chroniques radiophoniques), Radio Plum'FM, 2016.
- Claude et Michèle Bourel, Dictionnaire étymologique du Gallo - Orine du gallo, éditions « Rue des Scribes », 2017 (4000 mots).

### Glossaires thématiques

#### Glossaires généraux
- Michael Genevée et Fabien Lécuyer, illustrations de Niko,  Mon p'tit galo de póchètt (mots et expressions en gallo), 2 volumes, Les Emouleriy au Sourgarre, 2003.
- Romain Ricaud, Mon canepin de gallo - 100 thèmes pour tout dire en gallo, version 3.2, Open source, 2019 (livre numérique).

#### Glossaires particuliers
- André Bienvenu, Le Portement en Haote-Bertagne (la santé en pays gallo, anatomie, maladies et médicaments naturels), Rue des Scribes Éditions, Rennes, 2009
- Michèle et Claude Bourel, avec Nono (ill.), Le Gallo Dénâché - Injures et abominations en Haute Bretagne, Rue des Scribes Éditions, Rennes, 2012.
- Matlao Ghiton, Morgane Houdemont, Bèrtran Ôbrée, avec Vincent Chassé (ill.), Prénoms de Haute-Bretagne - Déz ptit non en galo, Le Temps éditeur, 2013 (répertoire détaillé en ligne).
- Fabien Lécuyer, avec Jerom (ill.), Bondlaz é abominaczions - Petit répertoire des meilleurs jurons et insultes en gallo, 2 volumes, Les Emouleriy au Sourgarre, 2004.
- Mikael Madeg, Introduction à l'étude des surnoms de Haute-Bretagne, Embann Kêredol, 2008.

#### Atlas linguistiques
- Patrice Brasseur, Atlas linguistique et ethnographique des côtes de la Manche, de Bray-Dunes à Saint-Quay-Portrieux :  l'environnement, le bateau, l'homme, le matériel, les poissons, les coquillages, les autres animaux marins, les oiseaux, les végétaux, Université d'Avignon, 2016 (livre numérique).
- Jean-Paul Chauveau, Gabriel Guillaume, Atlas Linguistique et ethnographique de la Bretagne Romane de l'Anjou et du Maine (ALBRAM), vol.1 : la flore, CNRS, 1975.
- Jean-Paul Chauveau, Gabriel Guillaume, Atlas Linguistique et ethnographique de la Bretagne Romane de l'Anjou et du Maine (ALBRAM), vol.2 : la flore, la terre, le temps, la maison, CNRS, 1983.
  - Réédition des 2 volumes de l'ALBRAM chez Label LN / CNRS, 2021.
- Jean-Paul Chauveau, Gabriel Guillaume, Atlas Linguistique et ethnographique de la Bretagne Romane de l'Anjou et du Maine (ALBRAM), vol.3 : Maison, instruments/outils, nourriture/alimentation, habillement, animaux, corps et esprit, gens, CNRS et Label LN, 2022 (livre numérique).
- Brigitte Horiot et Geneviève Massignon, Atlas linguistique et ethnographique de l'Ouest : Poitou, Aunis, Saintonge, Angoumois, 3 volumes, CNRS, 1971-1983 (pour le Pays de Retz et le Pays du Vignoble nantais).

### Glossaires géographiques
Pour une liste plus exhaustive, on peut se reporter au Répertoire analytique et critique des dictionnaires et des glossaires de la langue gallèse de Claude Capelle, préfacé par Michel Denis et édité par Bretagne Gallèse & Études et Recherches Gallèses, en 1987.

#### Côtes-d'Armor
- Claude et Michèle Bourel, Le Parler de Loudéac, Cahier Dastum n°4 "Le Pays de Loudéac", 1976.
- Francis Corouge, Le Lexique du Pays gallo (Pommeret), Club 35, 1998.
- Louis Rose, Les Rouaigniaux du Bas des Landes - Le patois de Saint-Solen (Glossaire, petite conjugaison, quelques paroles de chansons et histoueres), Éditions Association Parchemin, 1998.

#### Ille-et-Vilaine
- Jean Choleau, Le Parler du pays de Vitré, Éditions Label LN, 2006, 166 pages,  (ISBN 2-915915-10-5) (publié dans Galerne entre 1940 et 1944 puis dans le Pays breton entre 1954 et 1956).
- Henri Couablin, Dictionnaire des locutions populaires du bon pays de Rennes-en-Bretagne, Hyacinthe Caillère Éditeur, 1891 (réédité par Laffite Reprints, 1978).
- Amand Dagnet, Le Patois fougerais (dialecte haut-breton), essai de grammaire, Imprimerie de Vve Camille Bonnieux, 1890.
  - Amand Dagnet, André Malassis, Le Parler du pays de Fougères, La Granjagoul & Label LN, 2014 (reprend une version enrichie du Patois fougerais, ainsi que du Parler du Coglais (1902-1905) d'Amand Dagnet, et un travail inédit d'André Malassis)[4].
- Amand Dagnet, Joseph Mathurin, Le Langage cancalais, J. Haize Éditeur, 1904 (Réédité en 1980 et 2016 par Les Amis de Bisquines et du vieux Cancale, et en 1995 par La Découvrance).
- Georges Dottin, J. Langouët, Glossaire du parler de Pléchâtel, Plihon et Hommay, 1901 (réédité par les Éditions Slatkine, 1970).
- François Duine, Locutions populaires du pays de Dol-en-Bretagne, Hyacinthe Caillère Éditeur, 1894.
- Charles Lecomte, Le Parler dolois : étude et glossaire des patois comparés de l'arrondissement de Saint-Malo, Honoré Champion Éditeur, 1910 (réédition par Laffitte Reprints, 1981).
- Adolphe Orain, Glossaire patois du département d'Ille-et-Vilaine (suivi de chansons populaires avec musique), Maisonneuve & Leclerc, 1886 (réédité par La Découvrance, 1993).
- Georges Saint-Mleux, Glossaire du parler malouin, Éditions de la Découvrance, 1999 (publié dans les Annales de la Société Historique et Archéologique de l’Arrondissement de St-Malo en 1922).

#### Loire-Atlantique
- Louis Bizeul, Dictionnaire patois du canton de Blain, présenté par Patrice Brasseur, Université de Nantes, 1988.
- Joseph Chapron, Dictionnaire des coutumes, croyances et langage du pays de Châteaubriant, 1924.
- [Collectif], avec Nono (ill.), Le Gallo du coin, dictionnaire du parler local ou motier, Treillières au fil du temps, 2016.
- Eugène Cogrel, Yann Mikaël, Pays mitaw, pays breton : histoire, linguistique et toponymie d'un pays breton entre Loire et Vilaine, Pihern, 2010.
- Vincent Delanoë, Chat d'écureuil et pomme d'orange - Le parler gallo du pays de Guémené-Penfao, auto-édition, 2003.
- Paul Eudel, Les Locutions nantaises, A. Morel Éditeur, 1884 (réédité en 1960).
- Éloi Guitteny, Le Vieux Langage du Pays de Retz, Éditions Plaisance, 1970 (réédité par Siloë Éditions en 2000).
- Serge Jouin, Le Parler gallo d'Abbaretz et d'ailleurs, 2 volumes, C.R.D.P. de Rouen, 1984.
- Alcide Leroux, Du Langage populaire dans le département de la Loire-Inférieure, L. et R. Prud'homme Éditeurs, 1889.
- Alcide Leroux, Marche du patois actuel dans l'ancien pays de la Mée, L. Prud'homme Éditeur, 1886.
- Arthur Maillard, Le Parler du pays de Bouvron[2], Éditions Label LN, Ploudalmézeau, 2009, 170 pages,  (ISBN 2-915915-24-5)
- Joseph Péréon, Nous les avions oubliés... j'cré pas maill' - Patois du marais salant de la région de Guérande, Éditions des Paludiers, 1981.
- Georges Vivant, « N'en v'la t'i des rapiamus » - Glossaire de Patois du pays Nantais, Reflets du passé, 1980.

#### Morbihan
- Paul Pabœuf, Le parler gallo du pays de Questembert, Stéphane Batigne Éditeur, 2021.

## Toponymie

### Haute-Bretagne
- Régis Auffray, Noms de communes et gros lieux-dits en gallo, liste établie à partir du dictionnaire Le Petit Matao aux Éditions  Rue des Scribes, Du galo en Bertègn, 2022 (livre numérique).
- Guillaume Béchard, Les Noms de lieux en pays gallo, Presses Bretonnes, Saint-Brieuc, 1968.
- Jean-Yves Le Moing, Les Noms de lieux bretons en Haute-Bretagne, Coop Breizh, 1990.

#### Côtes-d'Armor
- Claude Bourel, Dictionnaire des lieux-dits du canton de Ploeuc-sur-Lié, Rue des Scribes, 2009.
- Jean-Luc Ramel, Alain-Joseph Raude, Liste des communes galaises du département des Côtes-d'Armor, Maezoe, 2003.
- Bernard Tanguy, Dictionnaire des noms de communes, trèves et paroisses des Côtes-d'Armor : origine et signification, ArMen-Le Chasse-marée, 1992.

#### Ille-et-Vilaine
- Guillaume Béchard, avec Christophe Derbrée, Les Noms de lieux de la région de Saint-Malo – De la toponymie à l’histoire, Label LN, 2015.
- Mathieu Guitton, Bèrtran Ôbrée, Noms de lieudits et de personnes à Médréac (35), Chubri, 2008 (livre numérique).
- Mathieu Guitton, Bèrtran Ôbrée, Noms de lieudits et de personnes à Rennes (35), Chubri, 2009 (livre numérique).
- René de Laigue, « Étude sur les noms de lieu de la paroisse de Bains cités dans le Cartulaire de Redon », in Annales de Bretagne et des pays de l'Ouest n°23, 1907, pp.204-216.
- Joseph Loth, Georges Saint-Mleux, « À propos des noms de lieu du Poulet », in Revue celtique n°32, 1911, pp.32-63.
- Jean-Luc Ramel, Alain-Joseph Raude, Liste des communes du département de l'Ille-et-Vilaine, Maezoe, 2003.

#### Loire-Atlantique
- Mathieu Guitton, Bèrtran Ôbrée, avec François Dousset, Noms de lieudits et de personnes à Petit-Mars (44), Chubri, 2008 (livre numérique).
- Mathieu Guitton, Bèrtran Ôbrée, Noms en gallo de communes en Loire-Atlantique, Chubri, 2014 (livre numérique).
- Henri Quilgars, Dictionnaire topographique du département de la Loire-Inférieure comprenant les noms de lieu anciens et modernes, Librairie ancienne et moderne L. Durance, 1906.
- Jean-Luc Ramel, Alain-Joseph Raude, Liste des communes du département de Loire de Bretagne, Maezoe, 2003.
- Hervé Tremblay, Dictionnaire des noms de lieux de Bouvron, Goubault imprimeur, 1994.
- Hervé Tremblay, Hydronymie de Guenrouet et Bouvron, Goubault imprimeur, 1986.
- Hervé Tremblay, Noms de lieux et itinéraires anciens en Loire-Atlantique : de Nantes à la Vilaine et au Brivet, Goubault imprimeur, 1996.
- Hervé Tremblay, Remarques sur le parler roman et les noms de lieux de Loire-Atlantique, Goubault imprimeur, 1991.

#### Morbihan
- Mathieu Guitton, Bèrtran Ôbrée, Noms de lieudits et de personnes à Saint-Martin (56), Chubri, 2008 (livre numérique).
- Mathieu Guitton, Bèrtran Ôbrée, Noms en gallo de communes du Morbihan, Chubri, 2014 (livre numérique).
- Jessica Haumont, Bèrtran Ôbrée, Noms de lieudits et de personnes à Nivillac et Saint-Dolay (56), Chubri, 2015 (livre numérique).
- Jean-Luc Ramel, Alain-Joseph Raude, Liste des communes galaises du département du Morbihan, Maezoe, 2003.
- Louis Rosenzweig, Dictionnaire topographique du département du Morbihan, Imprimerie impériale, 1870.

## Méthodes et guides d'apprentissage

### Pour enfants
- [Collectif], 250 ghiments e dirijements en galo pour vôtr cllâsse, cahier pédagogique, Institut du galo, 2024.
- [Collectif], Cheûzier de l'enretournée - Cycle 1, malette pédagogique avec livret, Cllâssiers, 2022.
- [Collectif], Le coffret de la famille Pikett (ensemble de 111 fiches, 10 posters et une frise chronologique), cycles 2-3, Kenleur, 2021 (trad. Robert Raulo et André le Coq).
- Fabien Lécuyer, 15 minutes de gallo par jour, méthode de gallo cycle 2, Cllâssiers, 2018.
- Fabien Lécuyer, 15 minutes de gallo par jour, méthode de gallo cycle 3, Cllâssiers, 2020.

### Pour adultes
- [Collectif], Apernon le galo !, méthode de gallo pour débutants, Bertaèyn Galeiz, 1992.
- [Collectif], Le Gallo d’amaen por tretots, méthode élémentaire de britto-roman, Association Aneit, 1988.
- Fabien Lécuyer, Chemine de Galo pour le monde venû, méthode d'apprentissage du gallo pour adultes, Institut du galo, 2021.
- Crisstof Simon, Le Galo ben d’amaen - Le gallo pratique. Guide de langue pour tous, éditions Sibel e Siben, 2014[5].